# 河相沙羅
河相 沙羅（かあい さら、1994年〈平成6年〉6月27日 - ）は、日本の元俳優、元タレント。東京都出身。

## 人物
特技はサッカー、野球、バスケットボール、アーチェリー。
子供の頃は、父親はラーメン屋が本業だと思っていた時期がある。高校2年生の時に俳優になることを決め、進路指導の三者面談で父・河相我聞も将来の夢を初めて聞いて知った。自宅ではよく料理を作っている。ディズニーランドが好きで年間パスポートを持っている。飛行機が好きでパイロットに憧れていた事がある。
高校2年のときに芸能界入り。2016年12月、所属していたオフィス北野を退社。役者の道は諦め、現在は映画監督を目指して自主制作映画の脚本を執筆している。

## 出演作

### テレビドラマ
- IS〜男でも女でもない性〜（テレビ東京、2011年） - 東伸太郎 役[1]
- クロヒョウ2 龍が如く 阿修羅編（TBS、2012年）
- イタズラなKiss〜Love in TOKYO（フジテレビTWO、2013年） - 渡辺 役[1]
- 明日の光をつかめ -2013 夏- 第2・4・44・45話（東海テレビ、2013年）- 滝田俊 役[1]
- 49 第2・3話（日本テレビ、2013年）
- Dr.DMAT 第9話（TBS、2014年） - 田中 役
- ラスト・ドクター〜監察医アキタの検死報告〜（テレビ東京、2014年）
- PANIC IN（BSスカパー、2015年）
- 私 結婚できないんじゃなくて、しないんです（TBS、2016年）
- はぐれ署長の殺人急行3（2018年） ‐ 下山浩介（青年期）

### 映画
- ジョーカーゲーム（2012年）
- ソフテン!（2014年）